# Kamienica przy Małym Rynku 5 w Krakowie
Kamienica przy Małym Rynku 5 – zabytkowa kamienica znajdująca się w Krakowie, w dzielnicy I przy Małym Rynku, na Starym Mieście. 
Jest to budynek trzypiętrowy, dwuosiowy, z podpiwniczeniem. Znajduje się w nim siedem lokali mieszkalnych i siedem usługowych. Posiada dwukondygnacyjną oficynę. Powierzchnia całkowita nieruchomości wynosi 824,80 m², zaś powierzchnia użytkowa 606,80 m².

## Historia
Kamienica została wzniesiona na przełomie XIV i XV wieku. W XIX wieku została nadbudowana o trzecie piętro. Po 1945 budynek został przejęty na własność miasta, jednak nie został zagospodarowany. W 2011 został wystawiony na sprzedaż. Kamienica została sprzedana prywatnemu inwestorowi w 2016.
24 czerwca 1968 kamienica została wpisana do rejestru zabytków. Znajduje się także w gminnej ewidencji zabytków.